# Želvy Ninja (seriál, 2012)
Želvy Ninja (v anglickém originálu Teenage Mutant Ninja Turtles) je americký 3D počítačový animovaný televizní seriál založený na fiktivním superhrdinském týmu. Seriál se vysílal na Nickelodeonu ve Spojených státech od 29. září 2012 do 12. listopadu 2017. Byl produkován Nickelodeon Animation Studio a Bardel Entertainment, které se zabývají rozvržením a CG animačními službami. Seriál začíná tím, že se želváci poprvé po 15 letech dostanou na povrch. Při boji v dnešním New Yorku používají bojové umění Nindžucu. 
Seriál byl poprvé oznámen v říjnu 2009 v návaznosti na zprávy, že mateřská společnost Nickelodeonu Viacom získala práva na licenci Želv Ninja. Seriál byl vytvořen pro chlapce ve věku 6 až 11 let. To byla první polovina strategie Nickelodeonu – restartovat dvě zavedené značky pro nové diváky, shodující se s vývojem nových dílů Winx Club pro dívky od Nickelodeon Animation Studio. V roce 2011 bylo odhaleno, že tvůrčí tým show bude veden designérem Ciro Nielim a spisovateli J. R. Ventimilia a Joshua Sternin. 
Během několika měsíců před premiérou, Nickelodeon a Playmates Toys vydaly řady merche představující nové postavy. Dvoudílná premiéra se konala 29. září 2012 a dosáhla sledovanosti 3,9 milionu diváků. Debutová hodnocení byla nejvyšší pro animovanou sérii Nickelodeon od roku 2009, což vedlo k druhé sezoně vyzvednutí v říjnu. Následovaly další tři řady; pátá a závěrečná sezóna byla pojmenována jako Příběhy Želv Ninja a neprovozovala se plně na Nickelodeonu, protože 115.–121. díl měl premiéru výhradně na druhém kanálu: Nicktoons. 
Od července 2018 následoval nový seriál s názvem Vzestup Želv Ninja.

## Příběh

### První řada
Mistr nindžucu Hamato Joši (Tříška) je majitelem čtyř želv. Během potyčky s mimozemskou rasou krang v ulicích Manhattanu jsou on i jeho želvy vystaveny mutagenu, který podnítí jejich fyzickou transformaci. Joši přebírá vlastnosti hnědé krysy a želvy naopak vlastnosti lidské. Ukryjí se v newyorské kanalizaci, kde Joši vychovává želváky jako své syny a předává jim své znalosti o nindžucu.
Až jako teenageři se želváci Leo, Raph, Donnie a Mikey poprvé po své transformaci podívají na povrch. Zjistí, že krangové mají plán převzít New York. Všimnou si také únosu dívky April O’Neilové a jejího otce Kirbyho. April se želvákům podaří zachránit, Kirbyho už ne. Dívka se spřátelí jak se želváky, tak s mistrem Třískou. Ten jí učí být kunoiči, ženou–nindža. Jejich nynějším cílem se stane zachránit Kirbyho.
Třískův nevlastní bratr Oroku Saki (Trhač) se dozví o působení Třísky a želváků v New Yorku. Přijede proto z Japonska do Ameriky a nařídí svému rodném klanu vystopování a zničení Třísky a želváků. Trhačovi učedníci, hvězda bojových umění Chris Bradford a brazilský pouliční zloděj Xever Montese, zmutují v Psoboucha (Řvouna) a v Rybáka. Trhač se o přítomnosti krangů dozví přes svou adoptovanou dceru Karai. S krangy se spolčí, aby společně zničili vzájemné nepřátele.
Hrdinové v závěru řady zjistí, že krangové na Zemi přišli z dimenze X a svoji zemskou základnu si vybudovali ve společnosti TCRI. Jejich plán je použít mutagen a s vrozenými Krangovými schopnostmi, se kterými se narodila i April, je přeměnit Zemi na dimenzi X. Želvákům se podaří zachránit Kirbyho i New York po napadení krangů. Tříska během boje s Trhačem zjistí, že Karai je jeho vlastní dcerou Miwou, kterou Trhač vychoval a namluvil jí, že Tříska zabil její matku. S přáteli se o tuto informaci nepodělí.
V této sérii je Želvákům 15 let.

### Druhá řada
Na Zemi zbývají lahvičky Krangových mutagenů a způsobují další mutace. Želváci se jim snaží zabránit, bohužel se Kirby promění v strašidelného netopýra. April se s želváky pohádá a přestane se s nimi stýkat. Odpustí jim, až když se jim podaří April zachránit před Karai, která dočasně vládne Trhačově rodnému klanu. Hrdinové se spřátelí s Casey Jonesem, adolescentním strážcem ulic New Yorku. Nakonec se povede Donatellovi vymyslet retro-mutagen, který umožní Kirbymu vrátit lidskou podobu. 
Mezitím se Trhač vrací z Japonska se zmutovaným lovcem odměn Tygřím drápem. Ten je později poslán portálem do animovaného seriálu z let 1987–1996, do reality roku 2012 se ovšem vrátí.
Během potyčky se Leonardo snaží říct Karai pravdu o jejím skutečném otci – Třískovi. Karai tuto informaci zpočátku nechce přijmout, ale později si to uvědomí a je kvůli tomu uvězněna Trhačem, aby neodešla. Želváci mají snahu Karai osvobodit, ale nakonec je Trhačem opět uvězněna a použita jako návnada na zničení želváků i Třísky. Karai se promění v albínskou zmiji a zmizí.
Trhačův klan má pomoci Krangovi zahájit druhou invazi New Yorku. Podaří se jim zničit doupě želváků a hrdinové jej musí opustit. Krang, kterému se podařilo zdokonalit svůj mutagen, začne postupně mutovat obyvatele New Yorku. Trhač těžce zraní Leonarda a Tříska je poražen a hozen do stok. Želváci, April i Casey opouští město a vydávají se na rodinou farmu O’Neilů, kde budou v bezpečí.V této sérii je Želvákům 16 let.

### Třetí řada
Hrdinové se zotavují na rodinné farmě O’Neilů. Po uzdravení Lea se vrací do New Yorku aby našli mistra Třísku, Karai a Kirbyho a také osvobodili město od krangů. Do města se jim podařilo dostat a Třísku nalézt. Dočasnou základnu si vybudují v Antoniově pizzerii. Donatello začne pracovat na novém retro-mutagenu.
Mezitím Trhač zmutuje ruského obchodníka se zbraněmi Ivana Steranka a jím najatého zloděje Antona Zecka na Bebopa a Rocksteadyho jako trest za krádež přilby Kuro Kabuto. Byli totiž Trhačem uvězněni a jejich plán využít Karai jako zálohu bezpečného odchodu z města nevyšel, jelikož Karai byla dříve osvobozena želváky. Trhač jim dal po mutaci ultimátum – najít Karai nebo se rozloučit se životem. Karai se jim podaří jak najít, tak lapit. Trhač Karai slibuje léčbu její mutace.
Želváci se setkají s nedávno založeným týmem mutantů Mocných Mutatvorů. Mají spolu nějaké spory, ale společně se jim podaří vyhnat krangy do dimenze X a New York opět osvobodit. Trhač ovšem vytváří sérum pro kontrolu mysli určené želvákům, mutantům i Karai. Želváci se také seznámí s ochránkyní času Renet, která je vyšle do minulosti, kde se setkají s mladým Třískou i Trhačem v lidské podobě, stejně jako s Třískovou zesnulou manželkou a matkou Karai. Během souboje mezi Třískou a Trhačem uvnitř hořícího dódžó je Shen, Třískova manželka, zabita Trhačem. Trhač opouští dódžo s Třískovou dcerou, kterou přejmenuje na Karai, a Třísku nechává zemřít v hořícím dódžu. Želváci v této minulosti Třísku zachrání, jak bylo předurčené, a vrací se do přítomnosti.
Když se Krang vrátí na Zemi, želváci zjistí, že krangové mají dalšího nepřítele z dimenze X: Triceratony. Během boje Trhač porazí Třísku a Triceratoni aktivují stroj Srdce temnoty, který vytvoří černou díru, která zničí krangy i Zemi. April, želváci a Casey jsou zachráněni přátelským robotem profesora Honeycutta (Prchadroit), který je vezme do vesmíru ve své kosmické lodi.V této sérii je Želvákům 17 let.

### Čtvrtá řada
Hrdinové cestují do doby o šest měsíců dříve, aby zabránili Triceratonské říši pod vedením císaře Zanmorana sestavit Srdce temnoty. Jeho součásti jsou schovány po celém vesmíru. Mimo Triceratonů se želváci utkají i s novými nepřáteli, jako je vládce Vringath Dregg planety Sectoid 1, nebo lovec Armaggon. Mimo to zažívají i dobrodružství se svými protějšky z dimenze z roku 1987. Navzdory snahy želváků se Triceratonům povede získat všechny součásti Srdce temnoty. Spojí se proto se svými protějšky ze seriálu z roku 1987 aby zachránili Třísku a porazili Triceratony.
Týden po zamezení Triceratonské invaze a zmizení Trhačova klanu je April povýšena na kunoiči. Objeví se čarodějka Šinigami, která se přátelí s Karai, a chystají se přestavět Trhačův klan a Trhače se zbavit. Ten se zotavuje po své prohře s Třískou. Karai a Šinigami shání spojence, klan posiluje armádu roboty a další zločinecké organizace připravují plán na převzetí území Trhačova klanu.
April během svého vesmírného dobrodružství získala krystalický střep, který ji začíná negativně ovlivňovat. Trhač se pomocí speciálního mutagenu zotavuje a stává se děsivým Super-Trhačem a plánuje převzít kontrolu nad svým klanem. Zaútočí na želváky, Mocné Mutatvory, Karai a Šinigami. Tříska v boji padne a je pohřben na farmě O’Neilových. Leovi se v závěrečné bitvě podaří Super-Trhače zničit a na znamení vítězství pozvedne masku Kuro Kabuta.V této sérii je Želvákům 18 let.

### Pátá řada
Po smrti Super-Trhače vedl Tygří dráp okultisty, aby získali speciální svitek a amulet, který by mu umožnil vyvolat demodragona Kavaxase z podsvětí. Ten se mu podaří vyvolat a požaduje po něm oživení Trhače. Potřebuje na to Kuro Kabuto, které obsahuje Trhačovu energii. Po nalezení tyto přilby Kavaxas žádá Trhačovo srdce. Po jeho získání je položeno na Trhačovo mrtvé tělo a je oživen v ještě děsivější zombie podobě. Zombie-Trhač zničí amulet, který Kavaxasovi umožní otevřít bránu do podsvětí a ovládnout oba světy. Třískův duch pomáhá při boji na Zemi a Mikeymu se podaří vše dát do pořádku slepením onoho amuletu. To také vtáhne Kavaxase do podsvětí.
Poté se želváci věnují různým problémům, jako je návrat Lorda Dregga, ochrana mopse v jiné realitě a prožívají i dobrodružství v alternativní budoucnosti světa, kde vládnou zvířecí mutanti.
Na závěr řady se želváci, April, Casey, Karai, Šinigami i Mutatvoři spojí s protějšky želváků z animovaného seriálu z roku 1987. Společně čelí návratu Bebopa a Rocksteadyho kteří jsou najati protějšky Trhače a Kranga z roku 1987. Želváci a jejich spojenci bojují proti vojákům z reality animovaného seriálu roku 1987 i vojákům současnosti. Ovšem Bebop a Rockstedy objeví Trhačův a Krangův plán na zničení Země a rozhodnou se pomoci proti nim zasáhnout.V této sérii je Želvákům 19 let.